# 第三世代 (プロレス)
日本のプロレスにおける第三世代（だいさんせだい）は、主に以下のプロレスラーを指す。これらは第一世代をどう定義するかによる違いである。

## 第三世代の定義
- 日本のプロレス界全体で力道山を第一世代、ジャイアント馬場とアントニオ猪木を第二世代とした場合の第三世代。日本プロレスの末期あるいは新日本プロレスと全日本プロレスの旗揚げ初期にデビューしたプロレスラーの総称。鶴藤長天（ジャンボ鶴田、天龍源一郎、藤波辰爾、長州力）など。
- 新日本と全日本で創始者である馬場と猪木を第一世代とした場合の第三世代。闘魂三銃士（蝶野正洋、武藤敬司、橋本真也）やプロレス四天王（三沢光晴、川田利明、田上明、小橋建太）など。1番の定義では第四世代になる。
- 新日本で1番に示す生え抜きのプロレスラーを第一世代とした場合の第三世代。1990年代初頭にデビューして活躍したプロレスラーの総称。2番の定義では第四世代に1番の定義では第五世代になる。

## 新日本プロレスにおける第三世代
プロレスの世界で最も多用される第三世代は新日本プロレスにおける以下のプロレスラーの総称である。他団体を含めて同時期デビューのプロレスラーを含むこともある。
- 1990年デビュー : 金本浩二、小原道由
- 1991年デビュー : 天山広吉、小島聡、西村修
- 1992年デビュー : 永田裕志、中西学、ケンドー・カシン、大谷晋二郎、高岩竜一

特にヘビー級である永田、中西、天山、小島の4人が、この世代における代表とされる場合が多い。1993年デビューの安田忠夫、1994年デビューの吉江豊など第7回「ヤングライオン杯」までに参加したプロレスラーが含まれる事もある。小原、小島、大谷はアニマル浜口トレーニングジム出身プロレスラーの先駆けである。永田の記憶によれば自身がアメリカから凱旋帰国した1998年8月から呼ばれ始めた単語だという。
命名者は門馬忠雄で当時、新日本の会場売りプログラムに記載したことから広まった。新日本の創設者であるアントニオ猪木から直接指導を受けていない三世代目にあたるという意味合いで終戦後の作家グループ「第三の新人」に着想を得たという。
他団体では以下のプロレスラーが同時期にデビューしている。
- 全日本プロレス : 秋山準、大森隆男、井上雅央
- ユニバーサル・プロレスリング : ザ・グレート・サスケ、カズ・ハヤシ、TAKAみちのく、MEN'Sテイオー、新崎人生
- FMW : ハヤブサ、ミスター雁之助、木村浩一郎
- UWFインターナショナル : 高山善廣、金原弘光、桜庭和志

## プロレス界における第三世代
日本で最初のプロレス団体である日本プロレスを創立した力道山を第一世代とする場合、第二世代はジャイアント馬場とアントニオ猪木、第三世代は鶴藤長天（ジャンボ鶴田、天龍源一郎、藤波辰爾、長州力）に前田日明を加えた5人が代表格となる。この5人は1970年代前半（前田のみ1977年で後半）の日本プロレスの末期または新日本プロレスと全日本プロレスの旗揚げから間もない時期にデビューした新日本と全日本生え抜きの第一世代にあたるプロレスラーであり、そこから数えて三世代目に当たるのが前節の新日本における第三世代である。
新日本と全日本で馬場と猪木を第一世代とした場合には鶴藤長天は第二世代のプロレスラーとなり、第三世代は闘魂三銃士（蝶野正洋、武藤敬司、橋本真也）やプロレス四天王（三沢光晴、川田利明、田上明、小橋建太）らの世代のプロレスラーを指すことになる。新日本で第三世代と言われているプロレスラーは馬場と猪木を第一世代とすれば第四世代に力道山を第一世代とすれば第五世代にあたる。